# Oxypetalum reflexum
Oxypetalum reflexum är en oleanderväxtart som beskrevs av Gustaf Oskar Andersson Malme. Oxypetalum reflexum ingår i släktet Oxypetalum och familjen oleanderväxter. Inga underarter finns listade i Catalogue of Life.